# 城郭都市

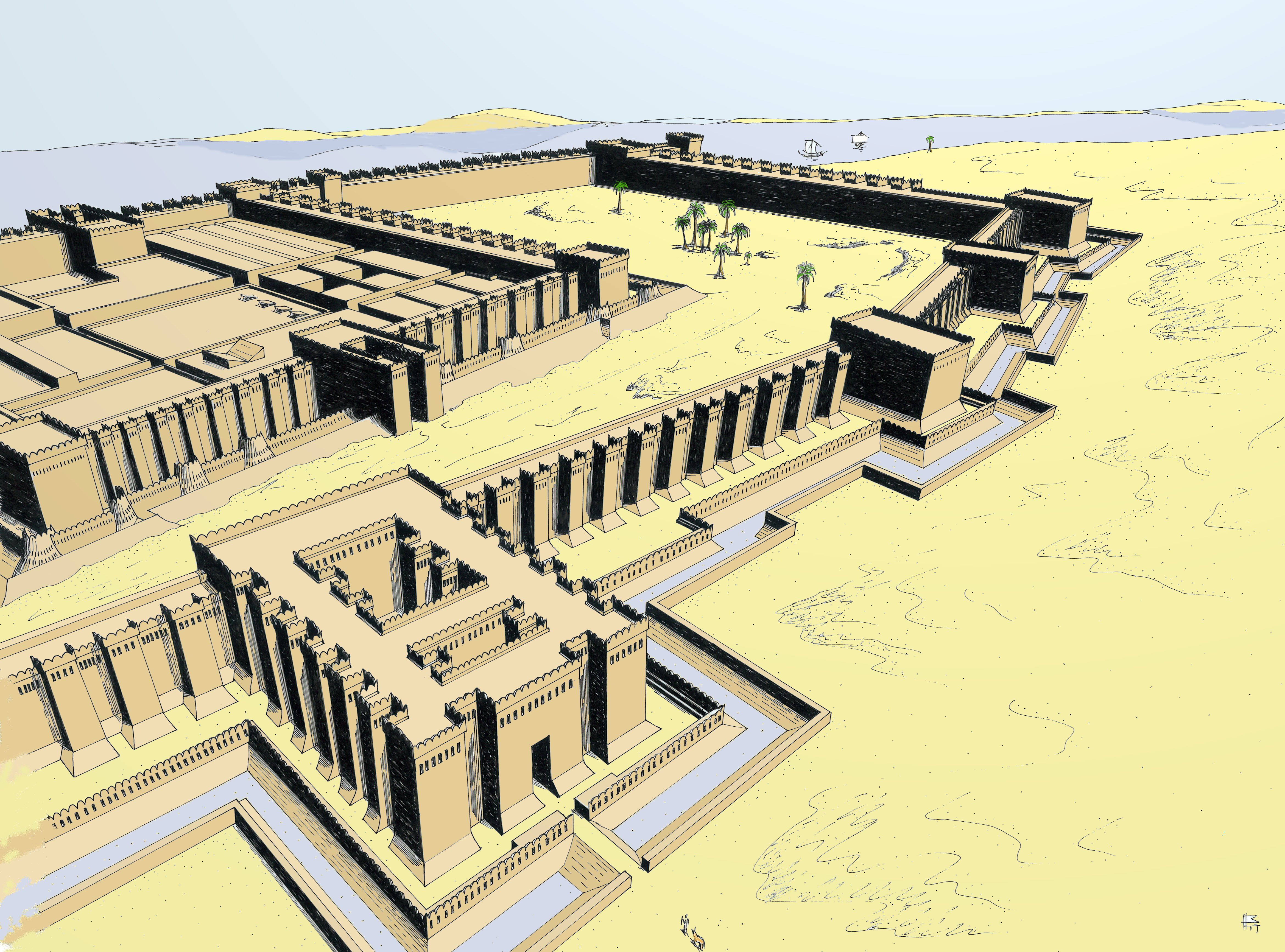
古代エジプトのBuhenの復元図　紀元前19世紀

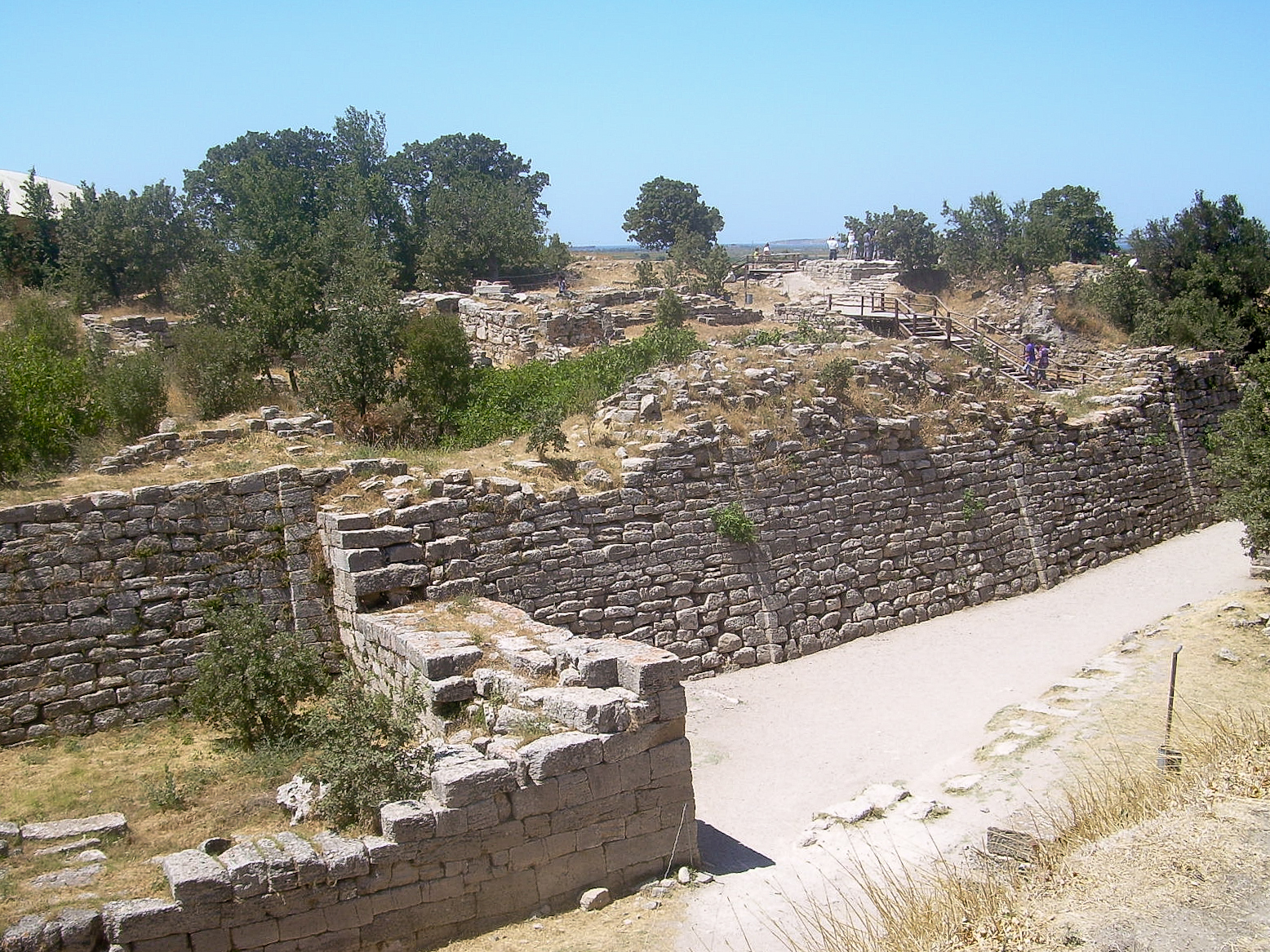
イリオス（世界遺産）トルコ

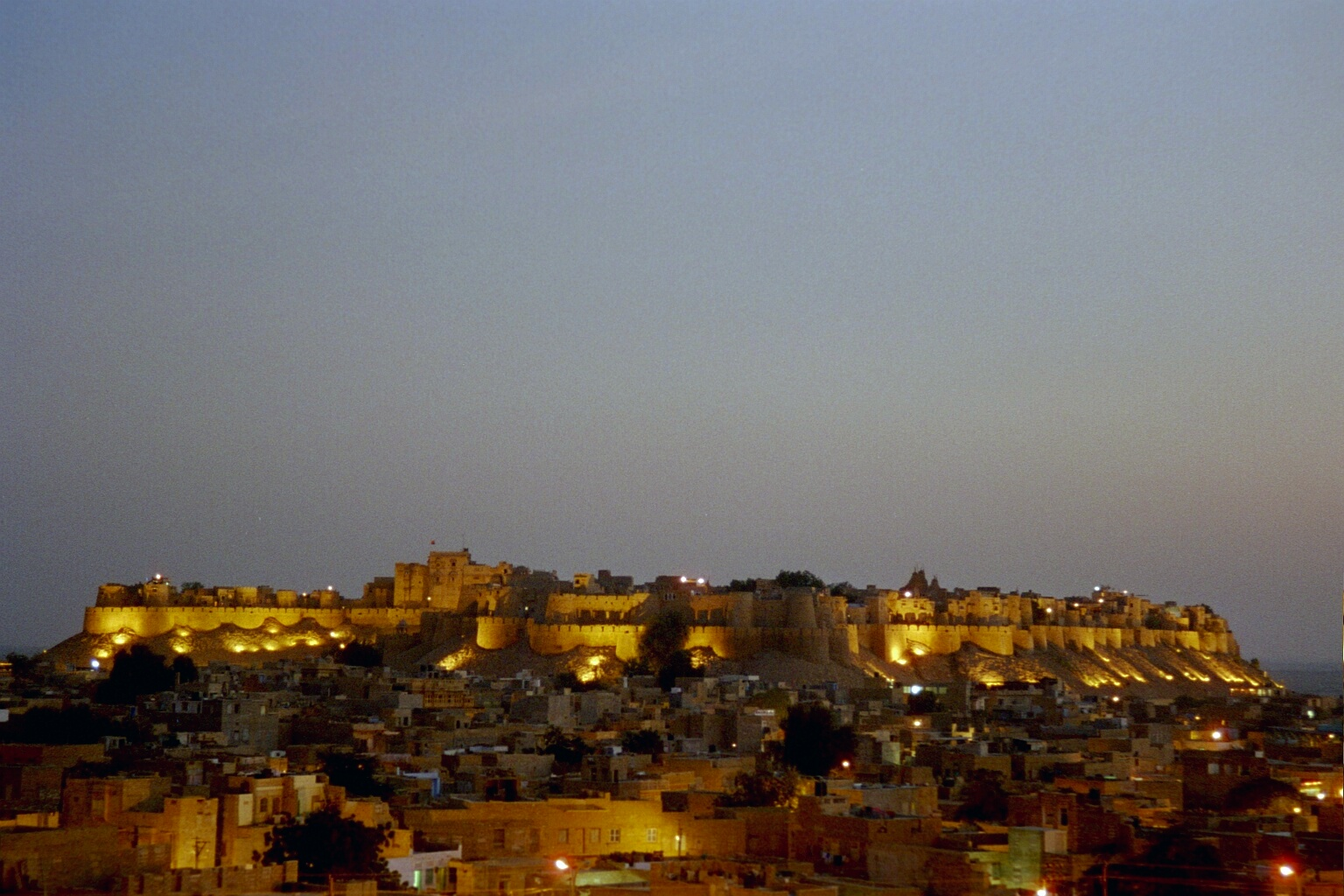
ジャイサルメール（世界遺産）インド

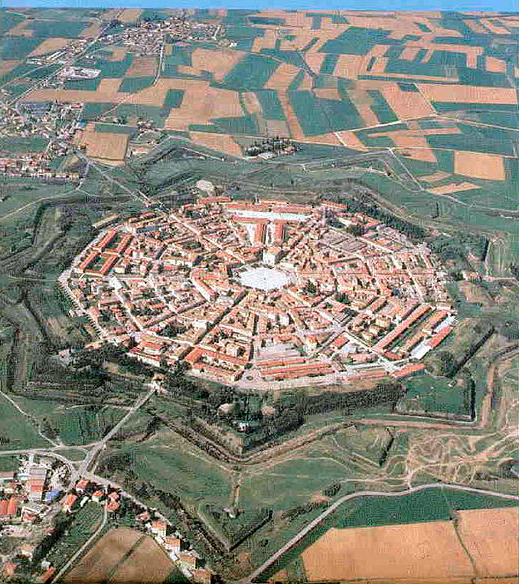
パルマノーヴァ市　イタリア

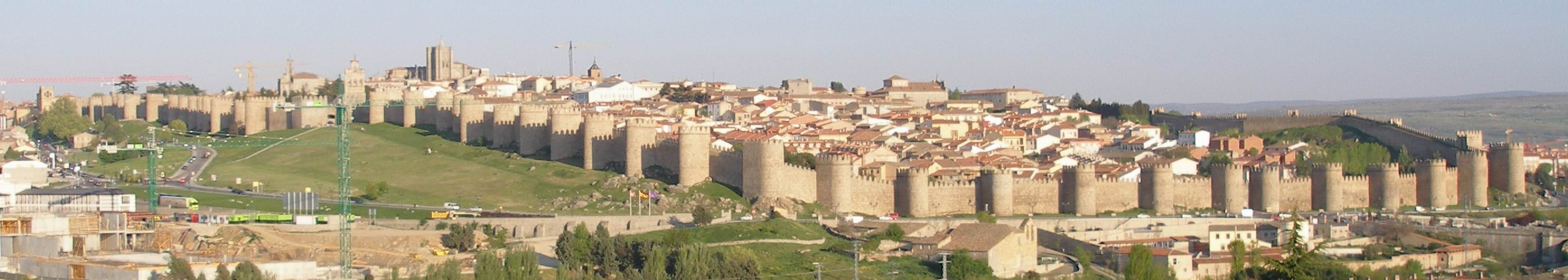
アビラ（世界遺産）スペイン

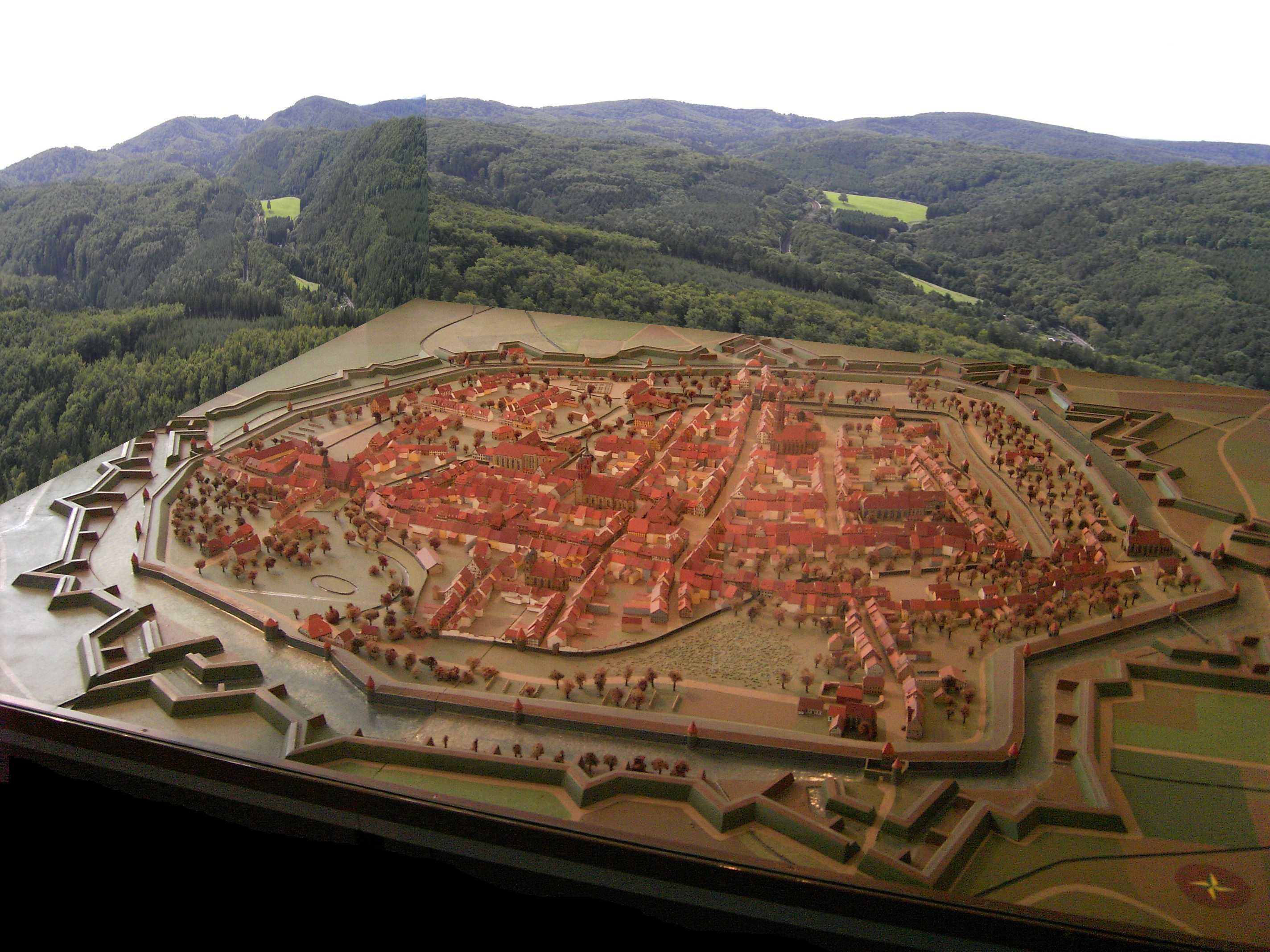
ゲッティンゲン　ドイツ（模型）

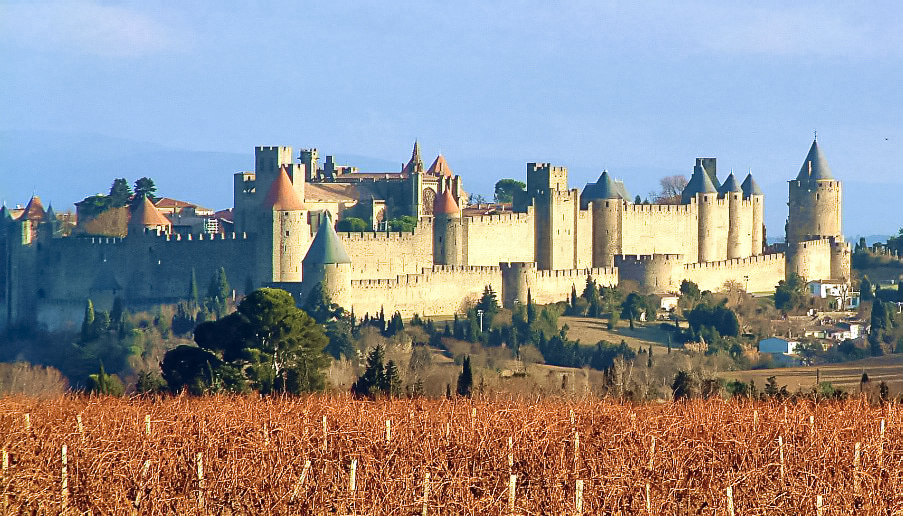
カルカソンヌ（世界遺産）フランス

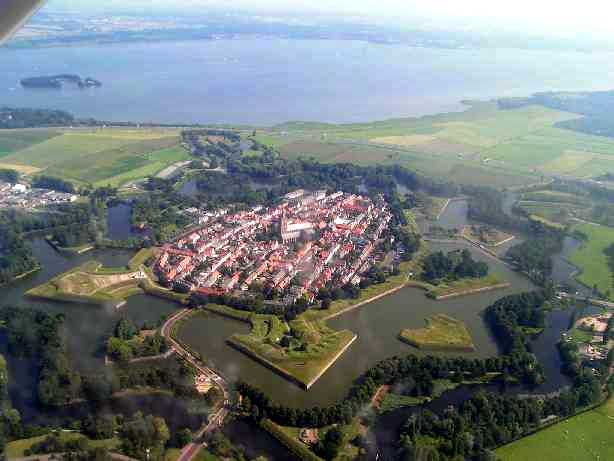
ナールデン市　オランダ

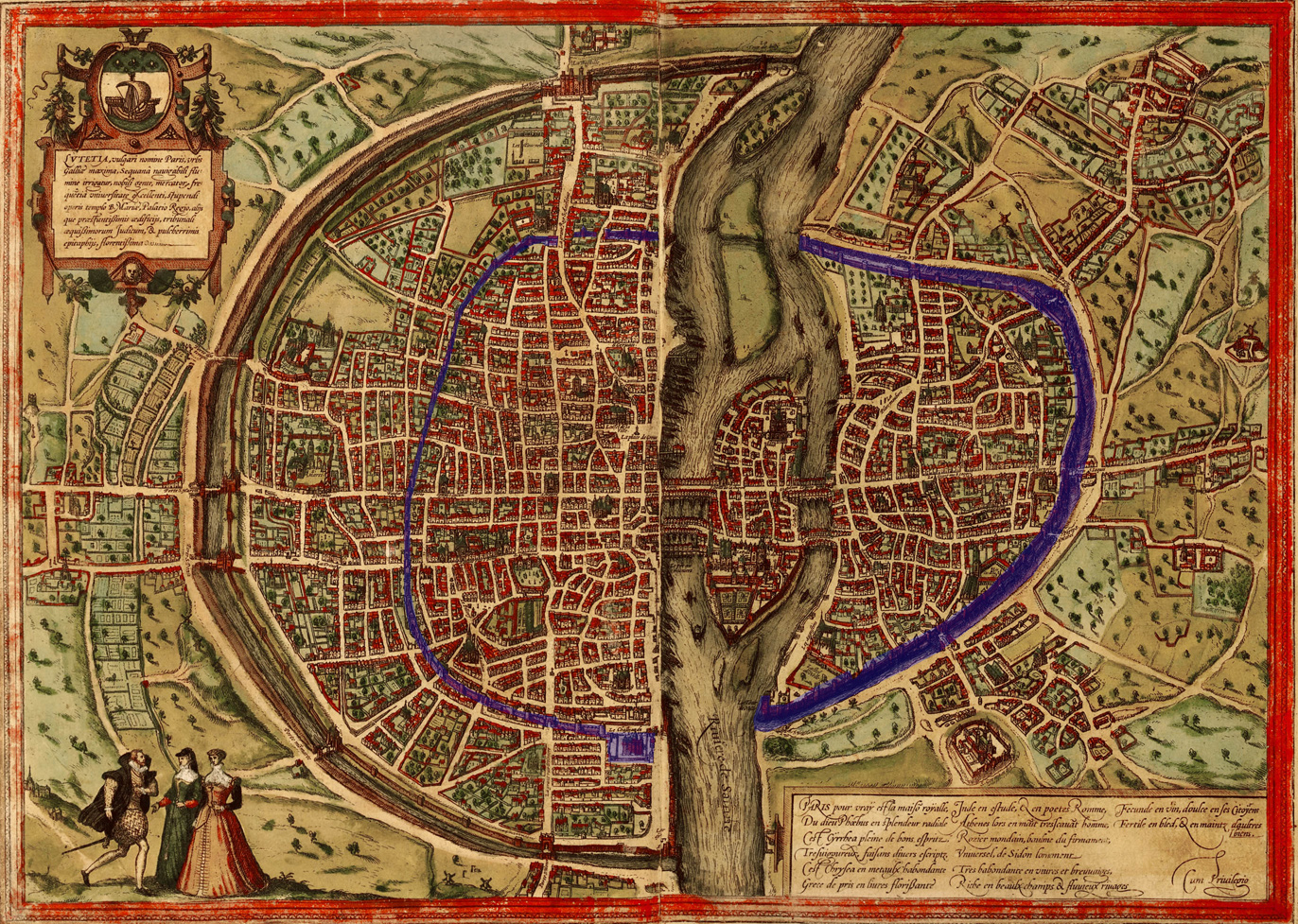
1572年のパリの図

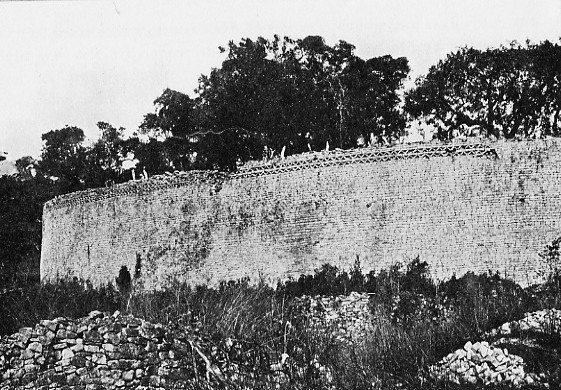
大囲壁（世界遺産）ジンバブエ

城郭都市（じょうかくとし）とは、城壁で周囲を囲み堅固に防御した都市を指す
。土塁、堀なども防御施設として用いられる。

## 概説
城郭都市の歴史は古く、エジプト文明、メソポタミア文明、インダス文明、中国文明や、古代ギリシアの各地に誕生している。
城郭都市の起源は環濠集落と考えられ、新石器時代に農耕が誕生するとともに世界各地で普遍的に見られた。農耕の発達が始まり集落に富が蓄積されるようになると、これを奪おうとする外敵の脅威に対して防御するため、周囲に堀をうがち土を盛り上げて土塁とした。やがて防御力強化のためより堀を深くし、水を溜め、土塁には柵を設けた。さらに版築、煉瓦や石を積んで壁を作り、壁はより高く、堅固、巨大となり、都市になっていった。これらの城郭都市は古くから都市文明が興隆し、部族、民族間の争いが頻発していた地域において著しい発展を遂げた。
一方で都市内人口密度が高いため、低湿地条件下では衛生状態が劣悪となり、疫病も急速に蔓延する傾向もあった。

### ヨーロッパ
ヨーロッパの都市は、ローマ帝国の軍隊の宿営地を起源としているものが多い。ヨーロッパというのはローマ帝国の市民から見れば、「ガリア」と呼ばれる場所で、「辺境の地」、まともな文明が無い野蛮な者たちが住む場所という位置付けであった。ローマ帝国は領域を広げるにあたってローマ軍を派遣し現地の者たちと戦争を行い、そのほとんどの闘いで現地の者たちを打ち破っていった。ローマ帝国は土木技術に優れており、帝国軍が進軍した場所に、ラテン語でcastra カストラという、「軍事拠点 兼 宿営施設」を構築した。ローマ軍のカストラは、ローマ軍がいなくなった後も残され、現地の者たちがそのまま使い、やがて街となっていった。そういった理由で、ヨーロッパの都市名には"castra"から派生した言葉が残っているものも多い。例えば、Lancaster（ランカスター）のcasterやManchester（マンチェスター ) の「chester」などが挙げられるラテン語起源以外でも、「とりで」「城塞」「堡」を意味する古代ゲルマン語"burg"(現代ドイツ語"Burg"→地名接尾辞#-burg)は、ドイツ語・オランダ語圏における"-burg"（例：Hamburg（ハンブルク) ）、英語圏における"-burgh"（例：Edinburgh（エディンバラ) ）, "-bury"（例：（Canterbury（カンタベリー)）などの地名が残る。また、スラブ語圏における「グラード」も同様の意味である。
中世以前の大陸の主要大都市には、ほとんどの場合高い城壁が備えられていることが一般的であった。東ローマ帝国の帝都コンスタンティノープルは高さ10数メートルの3重の城壁で守られていたし、イスラム文化圏の中心都市であったバグダードも7つの城門を持つ直径2.35kmの円形の城壁で囲まれていた。
近隣の都市同士の領土争いも相当なものがあり、城郭都市が建設された大きな理由のひとつであるが、もうひとつにヨーロッパは、「ユーラシア大陸」というヨーロッパとアジアの大陸をあわせた巨大な大陸の一部であり、地続きでいつでも外敵が入ってくる可能性にさらされている土地であるので、基本的に敵の侵入に対する対策は欠かせないというところがある。
城郭都市・城壁都市では、城壁には城門が構えられ、堀がうがたれて跳ね橋などが設けられている場合もあった。城門の外側にもう1重城壁が設けられるなど防備は厳重を極めた。城壁の上には一定間隔で望楼が設置され、壁に開けられた銃眼によって敵を射撃した。城郭都市の内部には、丘陵に領主の城館が建てられるなどして城塞（シタデル）を形成し、周辺には家臣団の他、一般住民も居住した。大きなものでは郭内に耕地があるものもあり、井戸がいくつもあって長期の籠城に耐えられるようになっていた。
二度のオスマン軍のウィーン包囲に耐えたウィーンは深い堀と厚い城壁に塔と堡塁を備えていた。パリの城壁は市域拡大に併せて放射状に拡大され、6回も作り替えが行われた。最終の城壁「ティエールの城壁」は総延長30㎞を超える欧州随一の大城壁になった。
近世に至り大砲が発達したことで、高い城壁は防御の面で重要性を低下させ、実戦に耐えうるために城壁は低くなり、大砲の死角を無くすため、星形に稜堡を配する星形要塞 が主流となっていく。しかしそういった城壁も市域の拡張や航空機出現による戦術の転換のため、20世紀中には次々と取り壊されて、跡地は道路になったり鉄道用地になった。中には残された城壁が整備され、観光資源として活用されている例もある。

### 中東
内城・要塞の意のクヘンディズ（kuhendiz、もしくはアルク、Arg）、市璧内の市街地シャフリスターン（şehristan）、市璧外の市街地ラバド（rabat）の三要素からなる。市璧の門バーブ(bāb)は夜になると閉められる。元はシャフリスターンとクヘンディズからなり、シャフリスターンには居住地や歓楽街や礼拝所などが置かれた。発展とともに居住地が市璧から溢れラバドが形成された。おもに商業などが行われるのは、ラバドである。このような都市の在り方は、Üç Bölümlü Kent Modeli (Tripartite City Model)として分類される。

### 中国

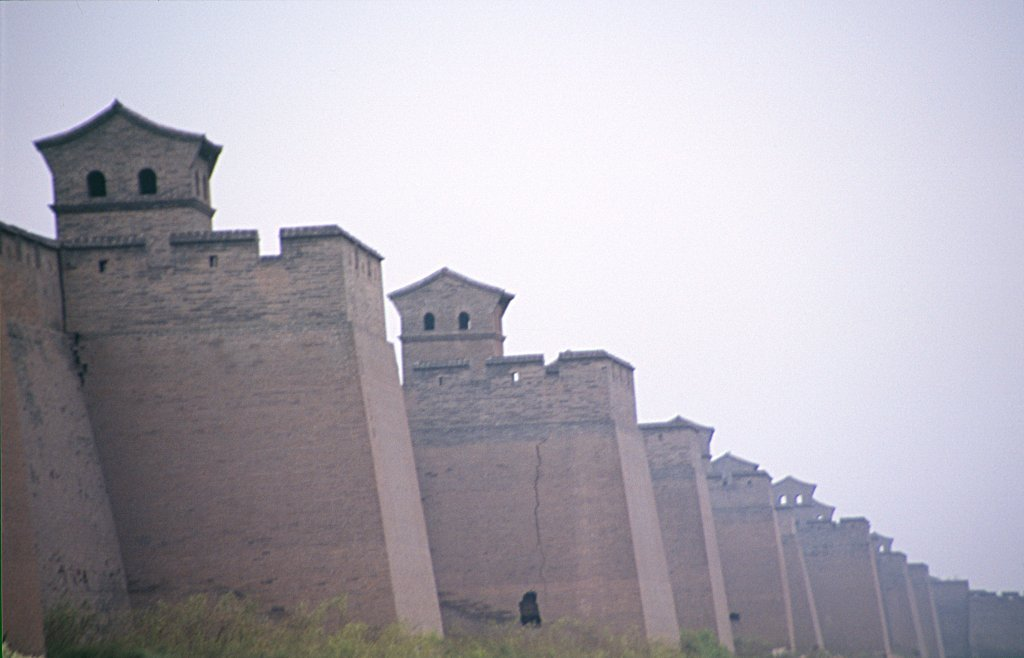
平遥古城（世界遺産）中国

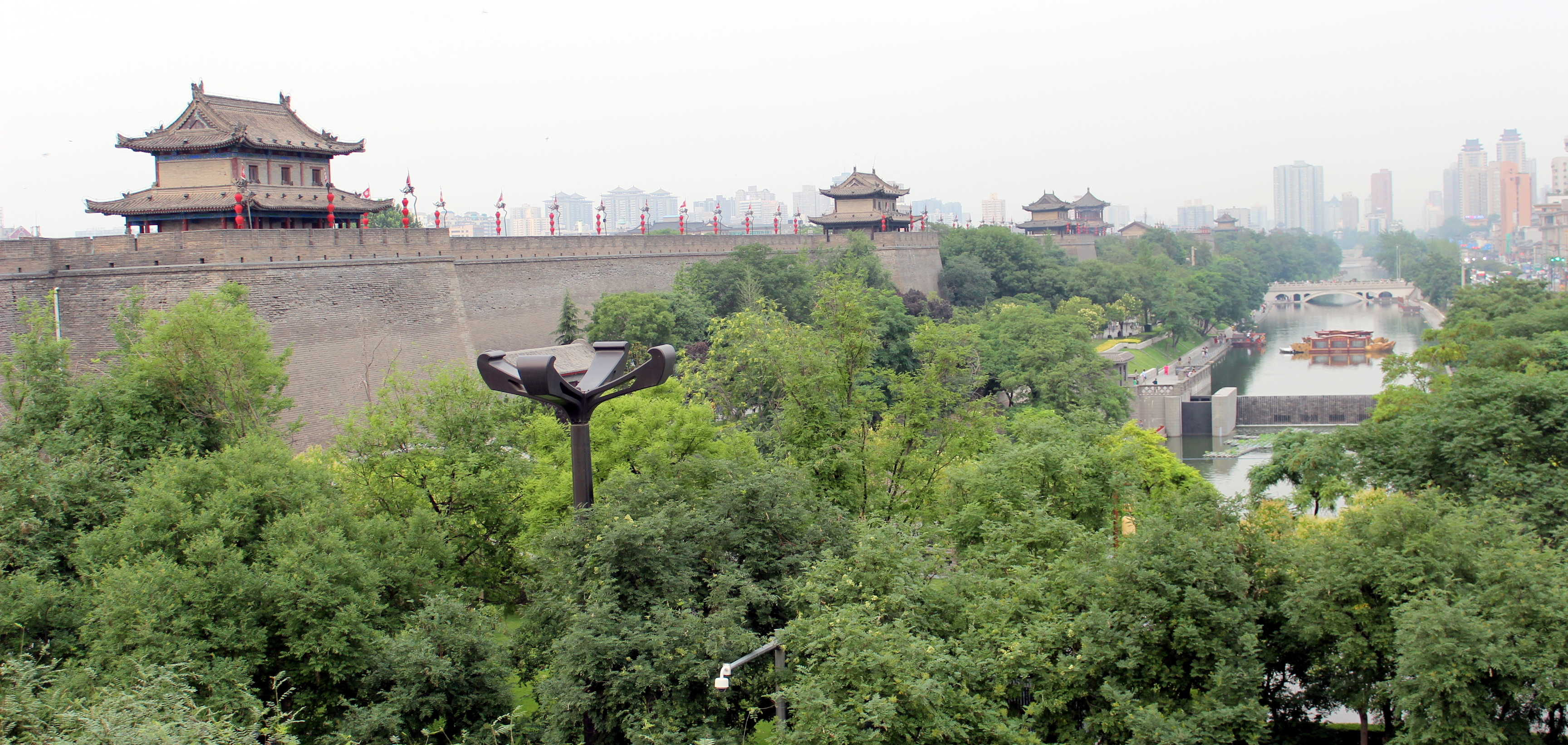
西安の城壁と水堀　中国

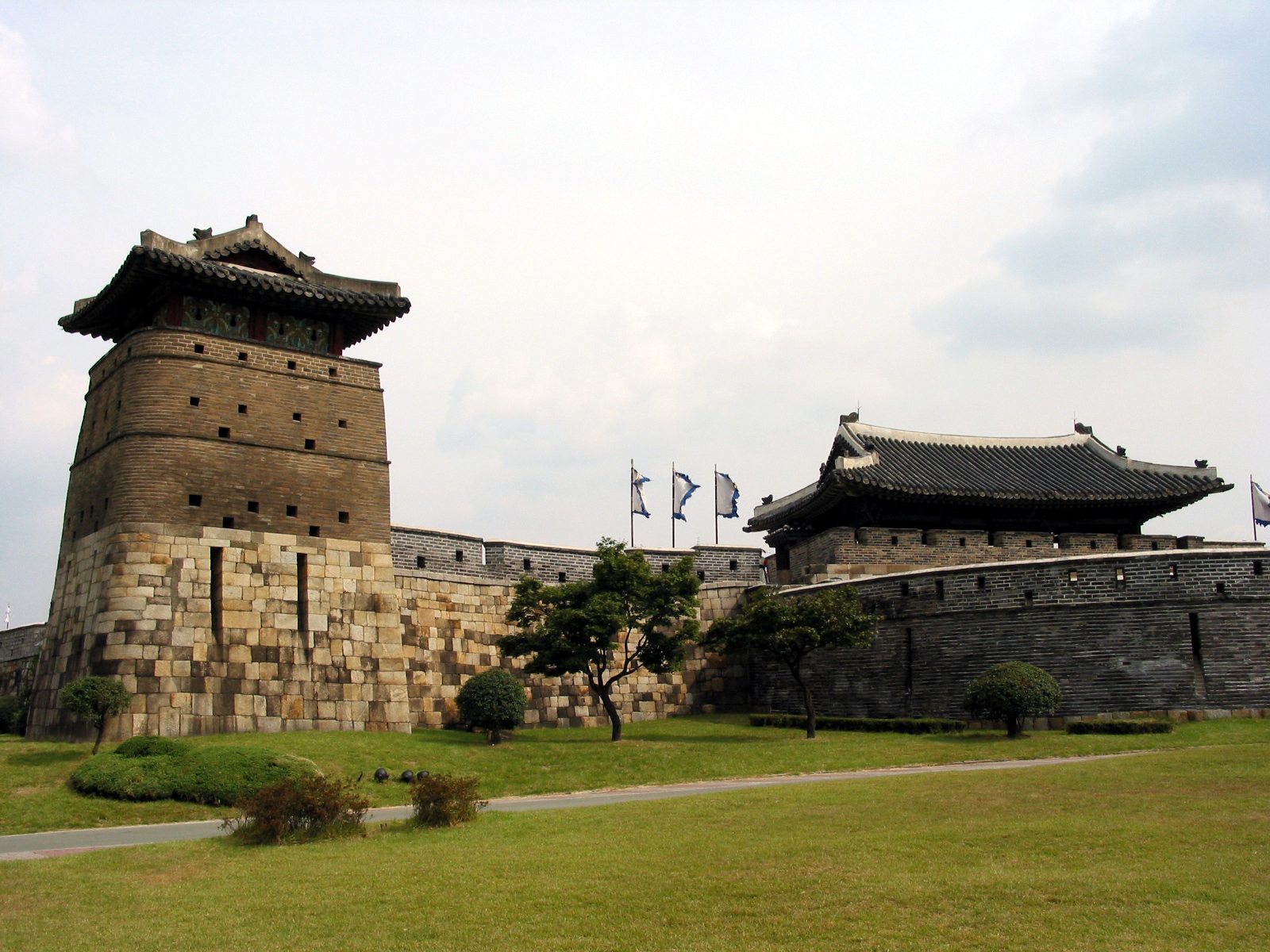
水原華城 (世界遺産）韓国

中国では「城」の本来の語義は都市を囲む防塁・城壁自体を指していたが、後に城壁で囲まれた内部をも含むようになった。特に城壁のみを指す場合は「城牆（じょうしょう）」という。二重になった城壁のうち、宮殿や行政機関といった都市の中心機能を守る内側の城壁（内城）を「城」、市街地を守る外側の城壁（外城）「郭」と呼び区別した。
宮崎市定は中国の都城の発展段階モデルを次のように説明している。最も原初の段階では、小高い丘に支配者の城塞が築かれ、その周辺に人民が散居する山城式が成立した。次に集落の回りを壁で囲った城主郭従式が現れ、そこから、内側の城の城壁を強化し城壁が二重構造となる内城外郭式と、内城の城壁がはっきりしない城従郭主式へと並行的に変化し、城従郭主式から城壁が外郭だけになる城壁式が生まれた。文献資料上では、内城外郭式は春秋時代に多く、城壁式は戦国時代以後、あるいは秦・漢代以後に多くなる。
中国の城壁の特徴の一つに城門が過剰なまでに多重構造で作られていることが挙げられる。これは甕城（おうじょう）と呼ばれるもので城門は二重、三重の城壁で守られていた。
かつての首都であった南京と西安には大規模な城壁があり保存状態も良好である。北京の城壁は北京駅付近にわずかに残るだけでほぼ消滅している。

## 城郭都市の例（城壁が現存）

### アフリカ
エジプト
- ブヘン（英語版）

### 欧州
- ルッカ（イタリア）
- バレッタ（マルタ）
- ルーゴ（スペイン）
- アビラ（スペイン）
- アヴィニョン（フランス）
- カルカソンヌ（フランス）
- エーグモルト（フランス）
- ニュルンベルク旧市街（ドイツ）
- ルクセンブルク市（ルクセンブルク大公国）
- ドゥブロヴニク（クロアチア）
- サンマリノの歴史地区とティターノ山（サンマリノ）

### 中東
- アレッポ（シリア）
- エルサレム旧市街 - 世界遺産「エルサレムの旧市街とその城壁群」
- メディナ旧市街（サウジアラビア）
- シバーム（イエメン）

### 南アジア
インド
- ジャイサルメール
- デリー旧市街
- ゴールコンダ
- グワーリヤル

### 中央アジア
- バクー（アゼルバイジャン）グワーリヤル

### 東アジア
中国
- 興城
- 平遥
- 南京
- 西安
- 宛平
- 邯鄲
- 洛陽
- 開封
- 商丘
- 楽山
- 松潘
- 福泉
- 荊州
- 寿県
- 襄陽
- 臨海
- 長汀
- 肇慶

韓国
- 水原華城

### 北米
- ケベック旧市街（カナダ）

## 日本の城郭

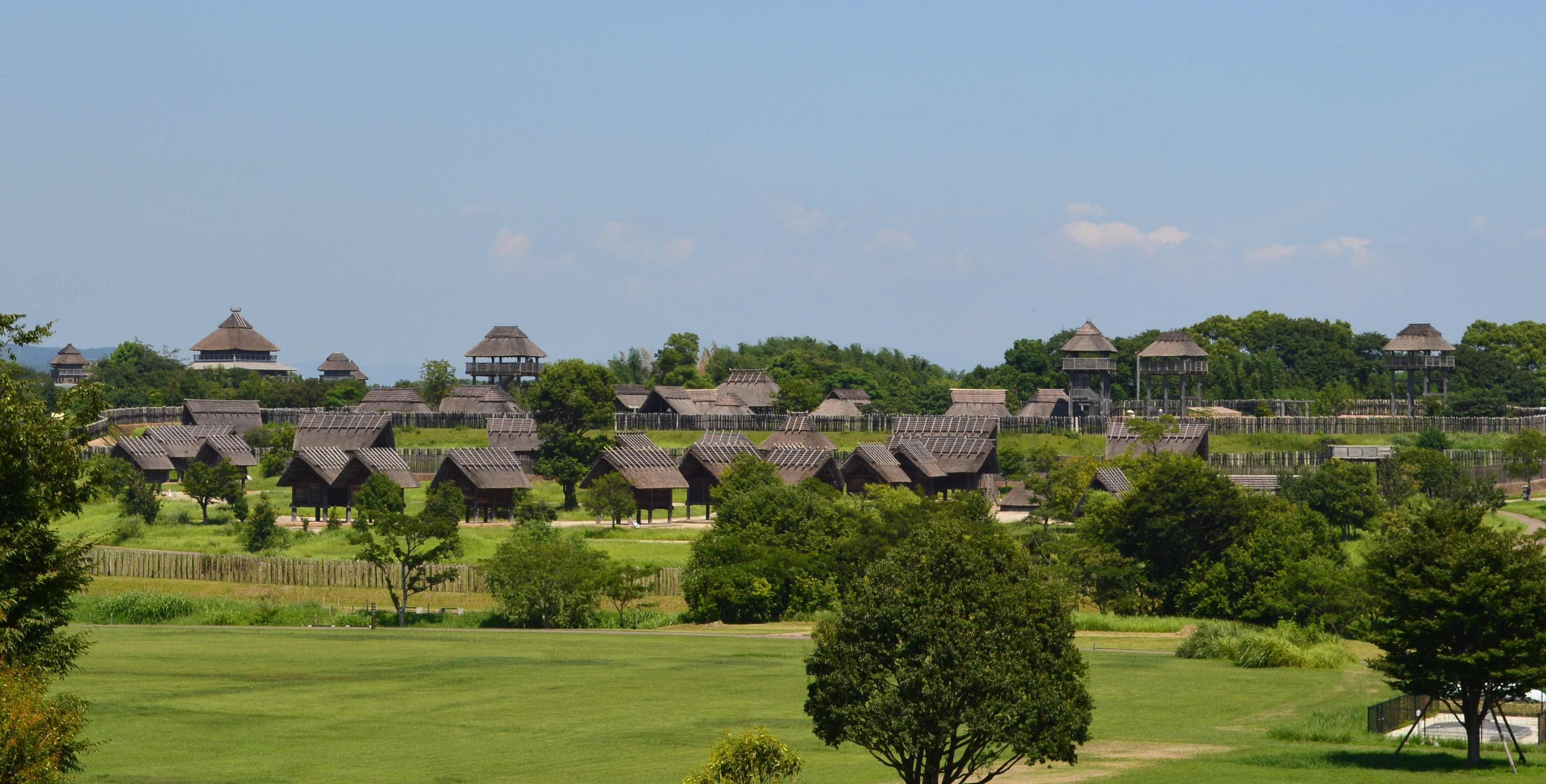
吉野ヶ里遺跡

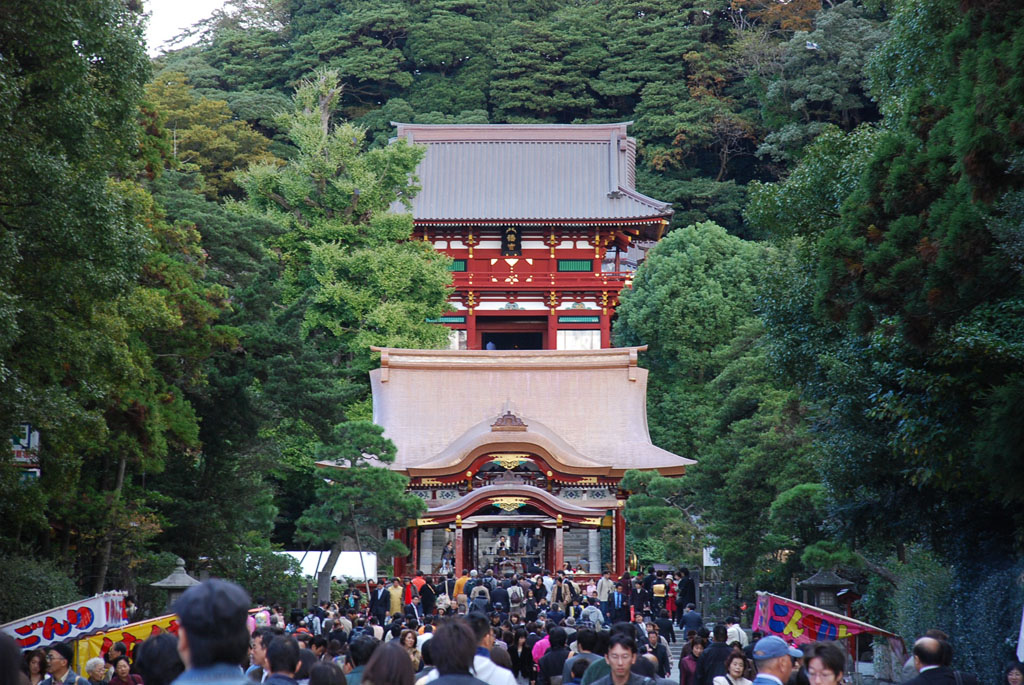
鎌倉、ただし城郭都市と捉えるかについては解釈が分かれている。

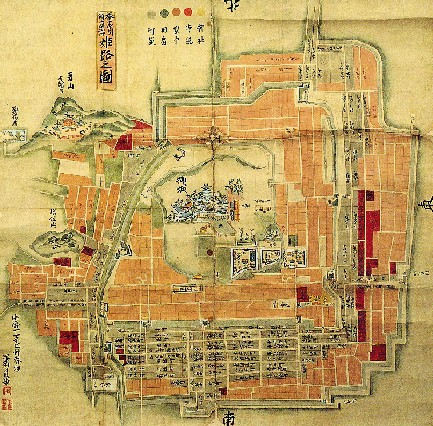
姫路古地図（1761年）

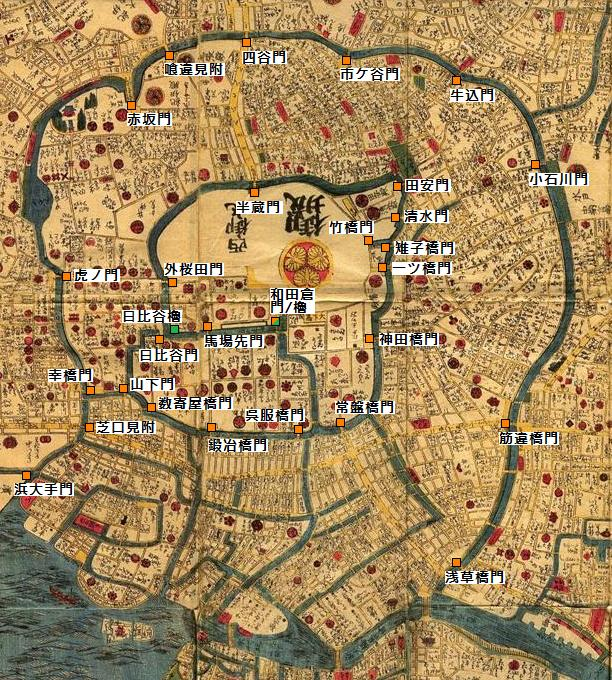
江戸城配置図（外郭）

### 古代
日本には本格的な都市が出現する以前の弥生時代に、既に互いに割拠、抗争するクニの防衛拠点として吉野ヶ里遺跡などの環濠集落が発達していたが、これは統一国家の形成へと向かう中で姿を消した。
やがて中央集権的な律令国家が建設されていく中で、中国の都城制の概念が輸入され、国都としての平安京や平城京などは城門や望楼を設け、囲郭都市の体をなしていた。
だが、これらの都城は戦時の防衛に耐えられる城壁などは築かれなかった。

### 中世
鎌倉幕府の本拠地である鎌倉（神奈川県鎌倉市中心部）は、西・北・東の三方を切通し（鎌倉七口）や切岸状の人工地形（名越切通の「お猿畠の大切岸」など）が見られる丘陵で囲まれ、残る南側も海（相模湾）が塞ぐ馬蹄形の盆地である特性から、赤星直忠の研究以来、都市全体が自然地形を防御施設とする城郭都市（鎌倉城）だったとする説がある。これは、九条兼実の日記『玉葉』の寿永2年（1183年）条に「鎌倉城」という記述があることや、『太平記』での幕府滅亡の際に鎌倉北西方面から侵入を試みた新田義貞軍の攻撃を幕府側が一時的に凌ぎ、稲村ヶ崎への迂回突破まで防いだ描写があることなどから言われてきたことであるが、赤星により防御施設とされた「お猿畠の大切岸」が建築土木用の石切場（採石場）であることが発掘調査で判明したことや、他の鎌倉の人工的な地形改変も軍事要素以外の様々な目的による土地利用に起因していること、『玉葉』の「鎌倉城」と言う言葉が、城郭というより（源頼朝の）「本拠地」という意味合いで使われているとする齋藤慎一の指摘など、否定的な見方も出てきており、「鎌倉城＝城郭都市」と言う捉え方には見直しが行われている。

### 総構え
博多や堺では都市の周囲を土塁と堀で囲み（環濠都市）、また各地で土塁と堀で囲まれた集落も出現するようになる（環濠集落）。一向宗の寺院も堀や土塁で防御された（寺内町）。その中でも大規模なのが石山本願寺で、後に大阪城の建設地となる。
戦国時代になり、城が戦国大名の領国経営における支配中枢拠点としての重要性を増してくると、小田原城などに見られるように城下町の周囲に自然の河川や堀、土塁を配した外郭構造が取られる城郭が現れた。
総構えの代表的な例には、江戸城がある。徳川幕府が建設した城で、渦巻状に堀を巡らしており、外堀の内側に徳川家に近い旗本などが住む武家の街（武家屋敷群）を配置している。ただし明暦の大火後に武家地を郊外に移転する都市改造を行ったため、戦で江戸の町全体を防衛するのはほぼ不可能になった。

### 御土居
豊臣秀吉は京都の町を全長22.5kmに及ぶ長大な土塁と堀で囲んだ（御土居）。